# Хорвати у Словаччині
Хорвати у Словаччині (хорв. Hrvati u Slovačkoj, словац. Chorváti na Slovensku ) — національна меншина Словаччини, чисельність якої становила 850 осіб за даними перепису 2001 року (при цьому, за оцінкою, у Словаччині проживають близько 3500 членів хорватської громади). Хорватська меншість перебуває у складі словацької Ради національних меншин. Хорвати в основному проживають у Братиславському краї.

## Про громаду

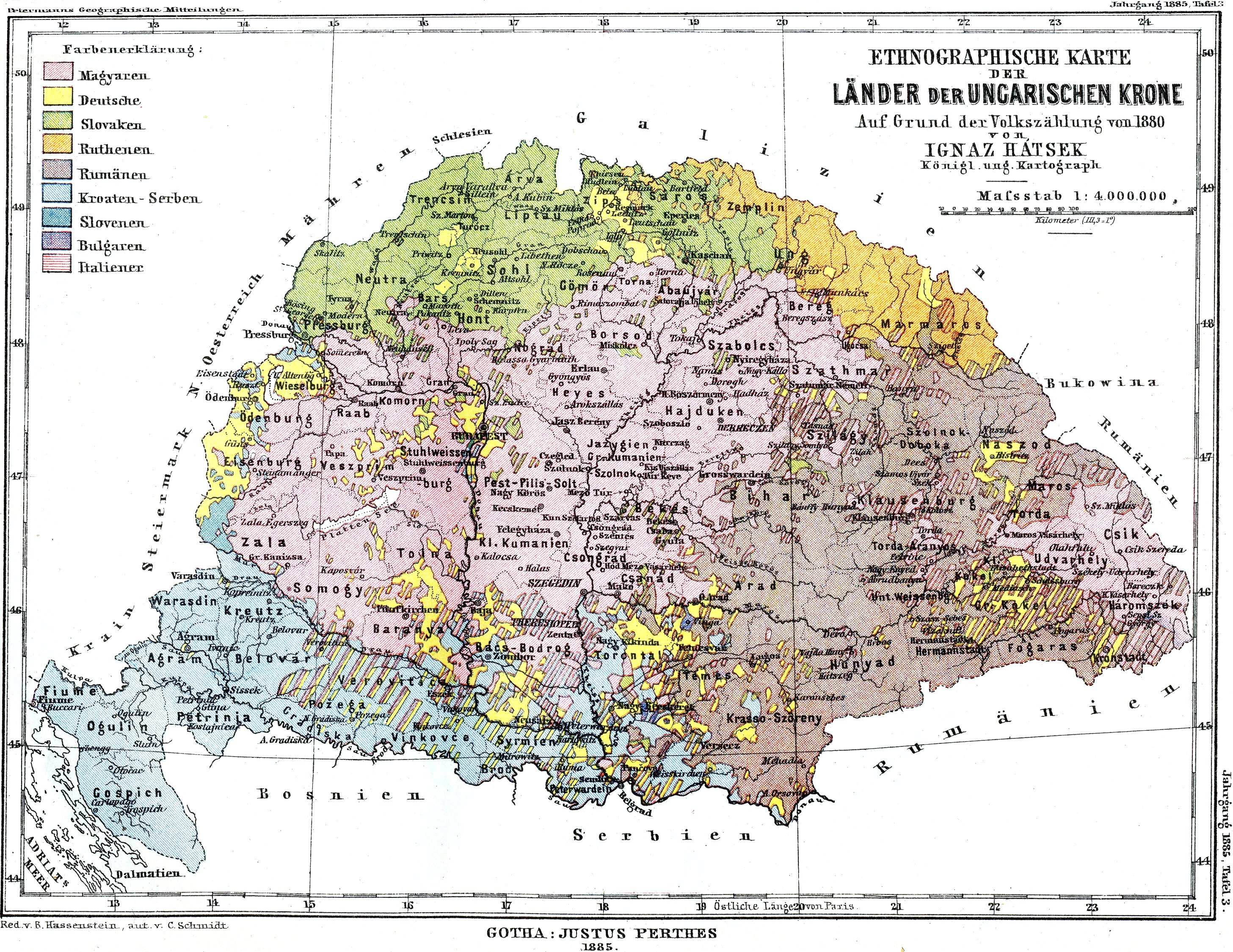
Карта угорської частини Австро-Угорщини з результатами перепису 1880 року

Хорвати мігрували до Словаччини на початку війн із Туреччиною, основний потік міграції припав на 1530-ті—1570-ті роки. Початком міграції стала битва при Могачі, а більшість хорватів, які залишили свої землі, були з Сисака, Костайниці, Крижевців, Слуня і Славонії. Найбільшими хорватськими селами в країні є Хорватський Гроб, Чуново, Девінська-Нова-Вес, Русовце і Яровце. Словацька громада хорватів має міцний зв'язок не тільки з історичною батьківщиною, а й з хорватськими громадами Австрії, Чехії та Угорщини.

## Відомі представники
- Фердинанд Такач — автор першого хорватсько-словацького словника, уродженець Хорватського Гробу[4].
- Іван Гашпарович — президент Словаччини з 2004 по 2014 роки, має хорватські корені[5].
- Густав Гусак — останній президент ЧРСР, син хорватки Марії Фратрич.